# Condado de la Peña del Moro
El condado de la Peña del Moro es un título nobiliario español creado por la reina Isabel II, el 21 de septiembre de 1856, a favor de Atanasio Alesón y Cobos, teniente general de los ejércitos, capitán general de Andalucía y de Castilla la Vieja.
La denominación del título se refiere a la Peña del Moro, en Cantabria, donde el concesionario participó en una batalla durante la Primera Guerra Carlista.

## Condes de la Peña del Moro
|                        | Titular                              | Periodo                |
| Creación por Isabel II | Creación por Isabel II               | Creación por Isabel II |
| ---------------------- | ------------------------------------ | ---------------------- |
| I                      | Atanasio Alessón y Cobos             | 1856-1871              |
| II                     | Ramón María Morenés y García-Alessón | 1915-1934              |
| III                    | Luis de Morenés y Carvajal           | 1934/1951-1984         |
| IV                     | Luis Morenés y Falcó                 | 1986-1994              |
| V                      | Livia Morenés Falcó                  | 1994-2000              |
| VI                     | Luis Morenés y Falcó                 | 2000-2021              |
| VII                    | Magdalena Morenés Dupuy de Lôme      | 2022-actual titular    |

## Historia de los condes de la Peña del Moro

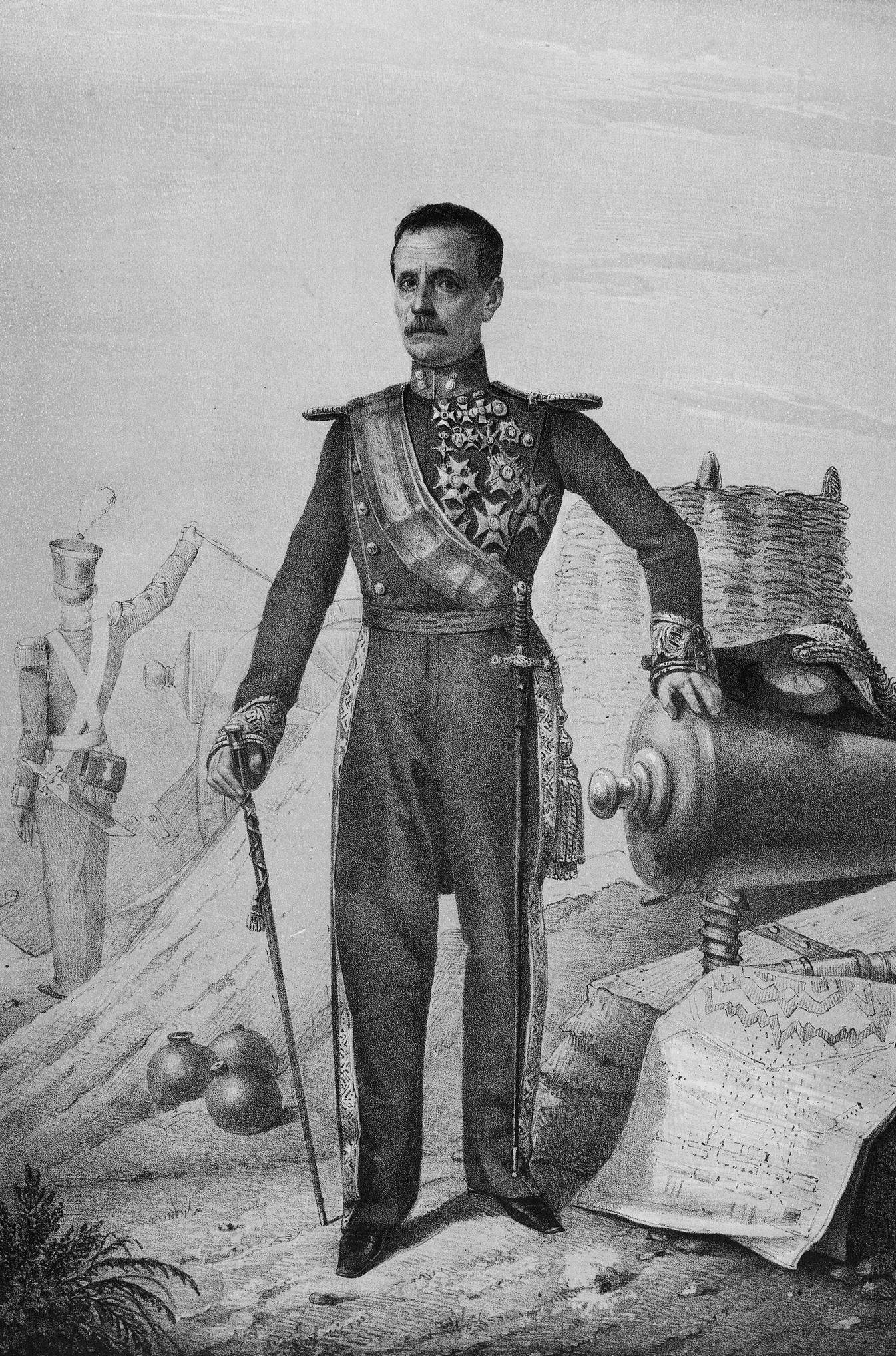
Imagen de Atanasio Alesón y Cobos, I conde de la Peña del Moro

- Atanasio Alesón y Cobos (Madrid, 4 de mayo de 1795-Madrid, 4 de noviembre de 1871), I conde de la Peña del Moro,[1] I vizconde de Alesón,[2] senador vitalicio.(1858-1868), teniente general del ejército y capitán general de Andalucía y de Castilla la Vieja.[3][4]

Contrajo matrimonio, el 5 de agosto de 1821, en Osuna, con María de los Dolores Bonilla. En 7 de diciembre de 1915, le sucedió su pariente:
- Ramón María Morenés y García-Alessón (La Nou (Tarragona), 19 de septiembre de 1866-Madrid, 16 de julio de 1934),[5] II conde de la Peña del Moro,[1][5] III marqués de Grigny,[5] V barón de las Cuatro Torres,[5] VII conde del Asalto, grande de España, gentilhombre Grande de España con ejercicio y servidumbre del rey Alfonso XIII, senador vitalicio, maestrante de Zaragoza, diputado a Cortes por Tarragona. Era hijo de Carlos Morenés y Tord, IV barón de las Cuatro Torres, y de María Fernanda García-Alessón y Pardo de Rivadeneyra, VI condesa del Asalto, y V baronesa de Casa Davalillo.

Casó, en Madrid, el 8 de diciembre de 1895 con María Inmaculada de Carvajal y Hurtado de Mendoza (m. 1953), hija de los XVII marqueses de Aguilafuente. Sucedió su hijo, a quien cedió el título:
- Luis de Morenés y Carvajal (Bañeras, Tarragona, 20 de septiembre de 1905-9 de noviembre de 1984),[6] III conde de la Peña del Moro,[1] general de brigada de artillería, gran cruz de la Orden de San Hermenegildo y maestrante de Zaragoza.

Casó con Pilar Falcó y Álvarez de Toledo, marquesa de Nules, hija de los duques de Fernán-Núñez. Sucedió su hijo:
- Luis Morenés y Falcó (m. Madrid, 8 de agosto de 2021[7]), IV conde de la Peña del Moro[1][8] Sucedió su hermana:

Casó con Sonia Dupuy y de Lôme Chávarri.
- Livia Morenés Falcó,[5] V condesa de la Peña del Moro[1][9]

Casó con Javier Quijano y Secados, ingeniero de minas y caballero de honor de la Orden de Malta. Sucedió, su hermano, el IV marqués de Peña del Moro, por ejecución de sentencia:
- Luis Morenés y Falcó (m. Madrid, 8 de agosto de 2021[7]), VI conde de la Peña del Moro[10]

Casó con Sonia Dupuy y de Lôme Chávarri. Sucedió su hija:
- Magdalena Morenés Dupuy de Lôme, VII condesa de la Peña del Moro.[11]